# Liste des chapelles de Loir-et-Cher
La liste des chapelles de Loir-et-Cher présente les chapelles de culte catholique situées sur le territoire des communes du départements français de Loir-et-Cher.
Il est fait état des diverses protections dont elles peuvent bénéficier, et notamment les inscriptions et classements au titre des monuments historiques.
Toutes sont situées dans le diocèse de Blois.

## Liste
| Chapelle                                                                | Commune                  | Adresse | Coordonnées                      | Notice         | Protection | Date | Illustration                                                            |
| ----------------------------------------------------------------------- | ------------------------ | ------- | -------------------------------- | -------------- | ---------- | ---- | ----------------------------------------------------------------------- |
| Chapelle du couvent des Jacobins de Blois                               | Blois                    |         | 47° 35′ 03″ nord, 1° 19′ 59″ est | « IA00141127 » |            |      | Image manquante Téléverser                                              |
| Chapelle du groupe scolaire Sainte-Marie de Blois                       | Blois                    |         | 47° 35′ 26″ nord, 1° 19′ 52″ est |                |            |      | Image manquante Téléverser                                              |
| Chapelle Notre-Dame dite Notre-Dame des Grouëts                         | Blois                    |         | 47° 33′ 14″ nord, 1° 17′ 30″ est |                |            |      | Image manquante Téléverser                                              |
| Chapelle Saint-Calais du château de Blois                               | Blois                    |         | 47° 35′ 08″ nord, 1° 19′ 52″ est |                |            |      | Chapelle Saint-Calais du château de Blois                               |
| Chapelle Sainte-Constance de Blois                                      | Blois                    |         | 47° 35′ 11″ nord, 1° 19′ 59″ est |                |            |      | Chapelle Sainte-Constance de Blois                                      |
| Chapelle Saint-Jacques d'Aigrefoin de Saint-Jacques                     | Bouffry                  |         | 48° 00′ 05″ nord, 1° 05′ 54″ est |                |            |      | Image manquante Téléverser                                              |
| Chapelle d'Autry de Briou                                               | Briou                    |         | 47° 48′ 41″ nord, 1° 28′ 08″ est |                |            |      | Image manquante Téléverser                                              |
| Chapelle Sainte-Radegonde de l'Écotière                                 | Busloup                  |         | 47° 54′ 59″ nord, 1° 07′ 10″ est |                |            |      | Image manquante Téléverser                                              |
| Chapelle Notre-Dame-du-Parc ou Sainte-Marie du château de Beauregard    | Cellettes                |         | à géolocaliser                   |                |            |      | Image manquante Téléverser                                              |
| Chapelle du château de Chambord                                         | Chambord                 |         | 47° 36′ 57″ nord, 1° 30′ 57″ est | « PA00098405 » | Classé MH  | 1840 | Chapelle du château de Chambord                                         |
| Chapelle du château de Chaumont-sur-Loire                               | Chaumont-sur-Loire       |         | 47° 28′ 46″ nord, 1° 10′ 55″ est |                |            |      | Chapelle du château de Chaumont-sur-Loire                               |
| Chapelle du château de Cheverny                                         | Cheverny                 |         | 47° 30′ 01″ nord, 1° 27′ 29″ est |                |            |      | Image manquante Téléverser                                              |
| Chapelle du cimetière de Cheverny                                       | Cheverny                 |         | 47° 29′ 46″ nord, 1° 27′ 09″ est |                |            |      | Image manquante Téléverser                                              |
| Chapelle Notre-Dame-de-l'Assomption de Guériteau                        | Choue                    |         | 48° 00′ 02″ nord, 0° 55′ 03″ est | « PA00098417 » | Classé MH  | 1912 | Chapelle Notre-Dame-de-l'Assomption de Guériteau                        |
| Chapelle du cimetière de Chémery                                        | Chémery                  |         | 47° 20′ 33″ nord, 1° 28′ 36″ est |                |            |      | Chapelle du cimetière de Chémery                                        |
| Chapelle Saint-Nicolas de Villeberfol                                   | Conan                    |         | 47° 44′ 02″ nord, 1° 18′ 19″ est |                |            |      | Image manquante Téléverser                                              |
| Chapelle du prieuré de Belvau                                           | Faverolles-sur-Cher      |         | 47° 18′ 09″ nord, 1° 11′ 27″ est | « PA41000036 » | Inscrit MH | 2006 | Image manquante Téléverser                                              |
| Chapelle Saint-My de Huisseau-sur-Cosson                                | Huisseau-sur-Cosson      |         | 47° 35′ 34″ nord, 1° 27′ 16″ est |                |            |      | Chapelle Saint-My de Huisseau-sur-Cosson                                |
| Chapelle du cimetière de La Chaussée-Saint-Victor                       | La Chaussée-Saint-Victor |         | 47° 36′ 08″ nord, 1° 21′ 53″ est |                |            |      | Image manquante Téléverser                                              |
| Chapelle de l'école des Basses-Roches                                   | La Chaussée-Saint-Victor |         | 47° 36′ 39″ nord, 1° 21′ 47″ est |                |            |      | Image manquante Téléverser                                              |
| Chapelle Saint-Taurin de La Ferté-Imbault                               | La Ferté-Imbault         |         | 47° 23′ 20″ nord, 1° 57′ 19″ est | « PA00098436 » | Classé MH  | 1875 | Chapelle Saint-Taurin de La Ferté-Imbault                               |
| Chapelle de Magdala de la Briquetterie                                  | La Ferté-Imbault         |         | à géolocaliser                   |                |            |      | Image manquante Téléverser                                              |
| Chapelle du Temple                                                      | Le Temple                |         | 47° 55′ 54″ nord, 0° 55′ 59″ est |                |            |      | Image manquante Téléverser                                              |
| Chapelle Notre-Dame-de-Lorette de la Haute Berdière                     | Les Hayes                |         | 47° 42′ 22″ nord, 0° 46′ 36″ est |                |            |      | Image manquante Téléverser                                              |
| Chapelle Saint-Gervais des Roches-l'Évêque                              | Les Roches-l'Évêque      |         | 47° 46′ 54″ nord, 0° 53′ 35″ est | « PA00098550 » | Classé MH  | 1943 | Image manquante Téléverser                                              |
| Chapelle du château de Villetard                                        | Maves                    |         | 47° 43′ 04″ nord, 1° 20′ 56″ est |                |            |      | Image manquante Téléverser                                              |
| Chapelle Notre-Dame de Pontijou                                         | Maves                    |         | 47° 44′ 23″ nord, 1° 20′ 03″ est |                |            |      | Image manquante Téléverser                                              |
| Chapelle Notre-Dame-des-Sept-Douleurs de Mondoubleau                    | Mondoubleau              |         | 47° 58′ 56″ nord, 0° 54′ 01″ est |                |            |      | Image manquante Téléverser                                              |
| Chapelle Saint-Gilles de Montoire-sur-le-Loir                           | Montoire-sur-le-Loir     |         | 47° 45′ 06″ nord, 0° 51′ 30″ est | « PA00098505 » | Classé MH  | 1862 | Chapelle Saint-Gilles de Montoire-sur-le-Loir                           |
| Chapelle Saint-Laurent de Montoire-sur-le-Loir                          | Montoire-sur-le-Loir     |         | 47° 44′ 56″ nord, 0° 51′ 55″ est | « PA00098506 » | Inscrit MH | 1929 | Chapelle Saint-Laurent de Montoire-sur-le-Loir                          |
| Chapelle de la Madeleine de Montoire-sur-le-Loir                        | Montoire-sur-le-Loir     |         | 47° 45′ 23″ nord, 0° 50′ 31″ est | « PA00098509 » | Inscrit MH | 1937 | Image manquante Téléverser                                              |
| Chapelle d'Effiat de Montrichard Val de Cher                            | Montrichard Val de Cher  |         | à géolocaliser                   |                |            |      | Image manquante Téléverser                                              |
| Chapelle Saint-Jacques de Morée                                         | Morée                    |         | 47° 54′ 11″ nord, 1° 14′ 01″ est |                |            |      | Image manquante Téléverser                                              |
| Chapelle du château de Mont Evray                                       | Nouan-le-Fuzelier        |         | 47° 30′ 15″ nord, 2° 01′ 59″ est |                |            |      | Chapelle du château de Mont Evray                                       |
| Chapelle Saint-Lazare de Noyers-sur-Cher                                | Noyers-sur-Cher          |         | 47° 16′ 34″ nord, 1° 23′ 09″ est | « PA00098536 » | Classé MH  | 1862 | Chapelle Saint-Lazare de Noyers-sur-Cher                                |
| Chapelle Notre-Dame-des-Sept-Douleurs de Pierrefitte-sur-Sauldre        | Pierrefitte-sur-Sauldre  |         | 47° 30′ 54″ nord, 2° 08′ 52″ est |                |            |      | Chapelle Notre-Dame-des-Sept-Douleurs de Pierrefitte-sur-Sauldre        |
| Chapelle d'Espéreuse                                                    | Rahart                   |         | 47° 51′ 37″ nord, 1° 03′ 17″ est |                |            |      | Image manquante Téléverser                                              |
| Chapelle de l'Institution Notre-Dame de Romorantin-Lanthenay            | Romorantin-Lanthenay     |         | à géolocaliser                   |                |            |      | Image manquante Téléverser                                              |
| Chapelle Notre-Dame-des-Aydes de Romorantin-Lanthenay                   | Romorantin-Lanthenay     |         | à géolocaliser                   |                |            |      | Image manquante Téléverser                                              |
| Chapelle Saint-Guillaume de Romorantin-Lanthenay                        | Romorantin-Lanthenay     |         | 47° 21′ 34″ nord, 1° 44′ 33″ est |                |            |      | Image manquante Téléverser                                              |
| Chapelle Saint-Roch de Romorantin-Lanthenay                             | Romorantin-Lanthenay     |         | 47° 21′ 29″ nord, 1° 45′ 00″ est |                |            |      | Chapelle Saint-Roch de Romorantin-Lanthenay                             |
| Chapelle Notre-Dame de Villethiou                                       | Saint-Amand-Longpré      |         | 47° 40′ 16″ nord, 0° 58′ 15″ est |                |            |      | Chapelle Notre-Dame de Villethiou                                       |
| Chapelle Notre-Dame-de-Pitié ou Notre-Dame-des-Sept-douleurs de Salbris | Salbris                  |         | 47° 25′ 23″ nord, 2° 03′ 21″ est |                |            |      | Chapelle Notre-Dame-de-Pitié ou Notre-Dame-des-Sept-douleurs de Salbris |
| Chapelle Saint-Genouph de Selles-Saint-Denis                            | Selles-Saint-Denis       |         | 47° 23′ 12″ nord, 1° 55′ 19″ est | « PA00098595 » | Classé MH  | 1862 | Chapelle Saint-Genouph de Selles-Saint-Denis                            |
| Chapelle du château de Villesavin de Tour-en-Sologne                    | Tour-en-Sologne          |         | 47° 32′ 48″ nord, 1° 30′ 52″ est |                |            |      | Chapelle du château de Villesavin de Tour-en-Sologne                    |
| Chapelle Sainte-Thérèse de Molineuf                                     | Valencisse               |         | 47° 34′ 38″ nord, 1° 13′ 03″ est |                |            |      | Image manquante Téléverser                                              |
| Chapelle Saint-Pierre-de-la-Motte                                       | Vendôme                  |         | 47° 47′ 33″ nord, 1° 03′ 50″ est | « PA00098635 » | Inscrit MH | 1948 | Image manquante Téléverser                                              |
| Chapelle du Bon-Secours de Vendôme                                      | Vendôme                  |         | 47° 47′ 50″ nord, 1° 04′ 01″ est |                |            |      | Chapelle du Bon-Secours de Vendôme                                      |
| Chapelle Notre-Dame-de-Pitié de Vendôme                                 | Vendôme                  |         | à géolocaliser                   |                |            |      | Image manquante Téléverser                                              |
| Chapelle Saint-Jacques de Vendôme                                       | Vendôme                  |         | 47° 47′ 36″ nord, 1° 04′ 01″ est |                |            |      | Chapelle Saint-Jacques de Vendôme                                       |
| Chapelle Sainte-Marthe de Villefranche-sur-Cher                         | Villefranche-sur-Cher    |         | 47° 17′ 24″ nord, 1° 44′ 37″ est | « IA00012792 » |            |      | Image manquante Téléverser                                              |
| Chapelle de Vouzon                                                      | Vouzon                   |         | 47° 38′ 37″ nord, 2° 03′ 27″ est |                |            |      | Chapelle de Vouzon                                                      |